# Richard More O'Ferrall
Richard More O'Ferrall (10 avril 1797 - 27 octobre 1880) est un homme politique irlandais, un haut fonctionnaire du gouvernement britannique et un gouverneur de Malte.

## Biographie
Richard More O'Ferrall est né à Moyvalley, comté de Kildare, en Irlande, dans la prestigieuse House of More O'Ferrall. Il est le fils aîné du major Ambrose O'Ferrall (1752–1835) et de sa première épouse, Anne Bagot . Il est élu à la Chambre des communes britannique en 1832 et représente les circonscriptions du comté de Kildare du 10 décembre 1832 au 29 juillet 1847, puis Longford du 21 avril 1851 au 7 juillet 1852 et Kildare à nouveau du 28 avril 1859 au 11 juillet 1865.
Sous l'administration whig de Lord Melbourne, il entre au gouvernement en tant que lord-commissaire du Trésor en 1835, et le reste jusqu'en 1837.
Le 28 septembre 1839, More O'Ferrall épouse Matilda (décédée en 1882), la deuxième fille du 3e vicomte Southwell. Le couple a un fils, Ambrose, et une fille, Maria Anne.
Une semaine après son mariage, le 4 octobre 1839, More O'Ferrall est nommé au gouvernement comme premier secrétaire de la Royal Navy, poste qu'il conserve jusqu'en juin 1841, date à laquelle il devient brièvement secrétaire au Trésor. En octobre 1847, il devient gouverneur de Malte . Le 12 septembre 1851, More O'Ferrall démissionne de son poste de gouverneur, refusant de servir sous Lord John Russell, dont la loi sur les titres ecclésiastiques est conçue pour empêcher une restauration de la hiérarchie catholique en Angleterre .
More O'Ferrall est mort en 1880 à Kingstown (aujourd'hui Dún Laoghaire), comté de Dublin.

## Sources
- (en) Cet article est partiellement ou en totalité issu de l’article de Wikipédia en anglais intitulé « Richard More O'Ferrall » (voir la liste des auteurs).

1. 1 2  Oxford Dictionary of National Biography
2. 1 2  « Biography of Richard More O'Ferrall », pdavis.nl